# Пиен
Пиен (порт. Piên) — муниципалитет в Бразилии, входит в штат Парана. Составная часть мезорегиона-агломерации Куритиба. Входит в экономико-статистический микрорегион Риу-Негру. Население составляет 11 315 человек на 2006 год. Занимает площадь 254,903 км². Плотность населения — 44,4 чел./км².

## История
Город основан 25 января 1961 года.

## Статистика
- Валовой внутренний продукт на 2003 год составляет 203 902 979,00 реалов (данные: Бразильский институт географии и статистики).
- Валовой внутренний продукт на душу населения на 2003 год составляет 19 199,90 реалов (данные: Бразильский институт географии и статистики).
- Индекс развития человеческого потенциала на 2000 год составляет 0,753 (данные: Программа развития ООН).

## География
Климат местности: умеренный.